# Schlacht um Midway (1942)
Schlacht um Midway ist ein amerikanischer Propagandafilm aus dem Jahr 1942, der die Schlacht um Midway nachzeichnet.

## Handlung
Am 4. Juni 1942 begann die Schlacht um Midway, eine Trägerschlacht, bei der die US Navy den Angriff der japanischen Marine auf die Midwayinseln erfolgreich abwehren konnte.
Regisseur John Ford war als Leiter der Field Photo Unit an Bord eines der US-Schiffe. Seine Kameraleute nahmen den japanischen Angriff, die Abwehr der US Navy, die Suche nach Überlebenden und die Auswirkungen der Schlacht auf.

## Auszeichnungen
1943 wurde der Film in der Kategorie Bester Dokumentarfilm neben drei weiteren Filmen mit dem Oscar ausgezeichnet.

## Hintergrund
Uraufgeführt wurde der Film am 14. September 1942.
Produzent und Regisseur John Ford, der während der Dreharbeiten verwundet wurde, produzierte den Film gemeinsam mit der US Navy. Den Verleih übernahm 20th Century Fox.
Sprecher des Films waren die Hollywoodschauspieler Jane Darwell, Donald Crisp, Irving Pichel und Henry Fonda, der 1976 auch in dem gleichnamigen Kriegsfilm von Jack Smight mitwirkte.
Der Film ist public domain und kann hier bzw. im Internet Archive angeschaut werden.